# آرية
الآرية هي أيديولوجيا التفوق العرقي التي تنظر إلى العرق الآري المفترض باعتباره مجموعة إثنية متميزة ومتفوقة لها الحق في حكم بقية البشرية. رُوج لها في البداية من قبل المنظرين العنصريين مثل آرثر دو غوبينو، وهيوستن ستيوارت تشامبرلين، بلغت الآرية أوج نفوذها في ألمانيا النازية، إذ استخدِمت لتبرير التمييز ضد الأقليات، والذي بلغ ذروته أخيرًا في الهولوكوست.

## خلفية
بحلول أواخر القرن التاسع عشر، جادل عدد من الكتاب اللاحقين، مثل عالم الأنثروبولوجيا الفرنسي فاشير دي لابوج في كتابه الآرية، بأن هذا الفرع المتفوق يمكن تحديده بيولوجيًا باستخدام المؤشر الرأسي (مقياس لشكل الرأس) وغيره من المؤشرات. وجادل بأن الأوروبيين ذوي الرأس الطويل الشقر، الذين عُثر عليهم على نحو مميز في شمال أوروبا، كانوا قادة طبيعيين، قُدر لهم الحكم أكثر من الشعوب ذوي الرأس القصير.

## الآرية النازية

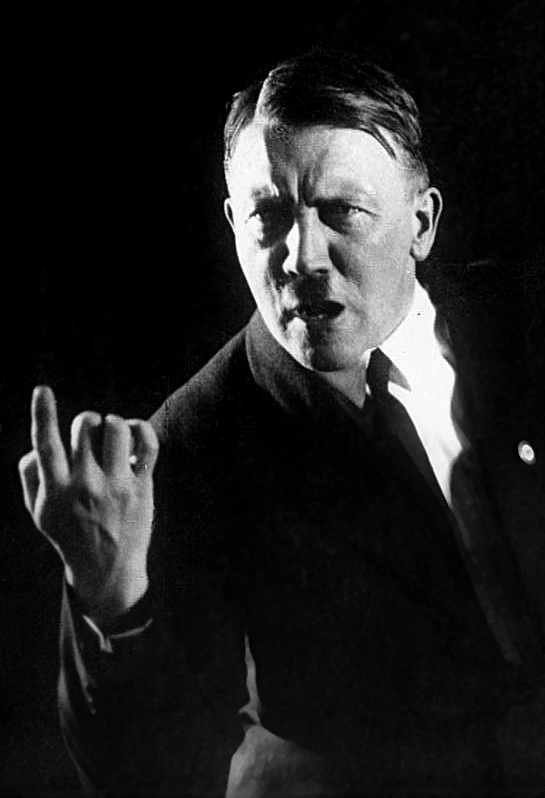
أدولف هتلر

استندت إيديولوجيا النازية على مفهوم أن العرق الآري القديم هو عرق متفوق، يحتل أعلى موقع في التسلسل الهرمي العرقي، وأن الشعوب الجرمانية هم عرق صافٍ من السلالة الآرية. نشأ المفهوم النازي للعرق الآري من مؤيدين سابقين لمفهوم تفوق العرق مثلما وصفه المنظرون العنصريون مثل آرثر دي غوبينو وهيوستن ستيوارت تشامبرلين.
حدد المنظر الإثني النازي هانس إف. غونثر العرق الأوروبي على أنه يحتوي على خمسة أعراق فرعية: الشمالي، والمتوسطي، والديناري، والألبي، وشرق البلطيقي. استخدم غونثر مفهوم عرق الشمال والذي اعتبر أن الشمال هو الأعلى في التسلسل الهرمي العرقي من بين هذه الأجناس الفرعية الأوروبية الخمسة. اعترف غونثر في كتابه (العلوم العنصرية للشعب الألماني) عام 1922 أن الألمان مؤلفون من جميع الأنواع الفرعية الأوروبية الخمسة، لكنه أكد على الإرث الشمالي القوي بين الألمان. اعتقد غونثر أن الشعوب السلافية تنتمي إلى «العرق الشرقي»، وهو عرق منفصل عن الألمان والشمال، وحذر من مزج «الدم الألماني» مع السلاف. عرّف كل نوع فرعي عرقي وفقًا للمظهر الجسدي العام والصفات النفسية بما في ذلك «الروح العرقية»- في إشارة إلى السمات العاطفية والمعتقدات الدينية، وقدم معلومات مفصلة عن الشعر، والعيون، وألوان البشرة، وبنية الوجه. قدم صورًا للألمان الذين عرفوا بأنهم من الشمال الأوروبي في أماكن مثل بادن، وشتوتغارت، وسالزبورغ، وشوابيا، وأيضًا صورًا للألمان الذين عرفوا بأنهم من الأنواع الألبية، والمتوسطية، وخاصة في فورارلبرغ، وبافاريا، ومنطقة الغابة السوداء في بادن. قرأ أدولف هتلر كتاب العلوم العنصرية للشعب الألماني، الذي أثر على سياسته العنصرية وأسفر عن حصول غونثر الذي كان مدعومًا من قبل النازية على منصب في قسم الأنثروبولوجيا في جامعة ينا في عام 1932، وحضر هتلر محاضرة غونثر الافتتاحية.
ميّز غونثر الآريين من اليهود، وعرّف اليهود على أنهم ينحدرون من أعراق غير أوروبية، لا سيما مما صنفه على أنه عرق آسيوي أدنى (شرق أوسطي) المعروف باسم السلالة الأرمنية، وقال إن هذه الأصول جعلت اليهود مختلفين بشكل أساسي عن الألمان ومعظم الأوروبيين وغير متوافقين معهم. زعم أن عرق الشرق الأدنى انحدر من القوقاز في الألفية الخامسة والرابعة قبل الميلاد، وأنه توسع في آسيا الصغرى، وبلاد الرافدين، وفي النهاية إلى الساحل الغربي لشرق البحر الأبيض المتوسط. وبصرف النظر عن نسب الأرمن واليهود إلى الشرق الأدنى لامتلاكهم سماتهم، فقد نسبهم إلى العديد من الشعوب المعاصرة الأخرى، بما في ذلك: اليونانيون، والأتراك، والسوريون، والإيرانيون. في عمله الخصائص العرقية للشعب اليهودي، عرّف الروح العرقية لعرق الشرق الأدنى بوصفها تؤكد على «الروح التجارية»، ووصفهم بأنها «تجار مبدعون»- وهو المصطلح الذي نسبه غونثر إلى المنظّر العنصري اليهودي صموئيل ويسنبرغ الذي استخدمه لوصف اليهود، واليونانيين، والأرمن المعاصرين. وأضاف غونثر إلى ذلك الوصف لنوع الشرق الأدنى على أنه يتكون في المقام الأول من تجار مبدعين ونشيطين، من خلال الزعم بأن هذا النوع لديه مهارات تلاعب نفسي قوية ساعدتهم في التجارة. وادعى أن عرق الشرق الأدنى «لم يولد من أجل غزو واستغلال الطبيعة بقدر ما هو من أجل غزو واستغلال الناس».